# فردریش لوتی
فردریش لوتی (فرانسوی: Friedrich Lüthi‎؛ ۱۹ دسامبر ۱۸۵۰ – ۱۶ مارس ۱۹۱۳) تیرانداز اهل سوئیس بود.